# Tom Moore (militar)
Căpitanul Sir Thomas Moore (n. 30 aprilie 1920, Keighley, Anglia, Regatul Unit al Marii Britanii și Irlandei – d. 2 februarie 2021, Bedford, Anglia, Regatul Unit), cunoscut simplu sub numele de Căpitanul Tom, a fost un ofițer din Armata Britanică cunoscut pentru munca sa filantropică. Moore a servit în India și Birmania în timpul celui de-al Doilea Război Mondial. Ulterior, a devenit instructor pentru vehicule blindate de luptă. După război, a lucrat ca director la o companie de beton și a fost pasionat de motociclism. Pe 6 aprilie 2020, la vârsta de 99 de ani, el a început să meargă împrejurul grădinii sale în ajutorul NHS Charities Together în timpul pandemiei de COVID-19 în Regatul Unit, cu scopul de a strânge 1.000 de lire sterline până la aniversarea sa. Până pe 20 aprilie, Tom Moore a strâns peste 27,6 milioane de lire.

## Copilărie și familie
Moore s-a născut lui Wilfred, într-o familie de constructori, în Keighley, în fosta West Riding of Yorkshire, pe 30 aprilie 1920 și a fost crescut în acest oraș. A fost educat la Keighley Grammar School și a finalizat ucenicia în inginerie civilă.

## Carieră militară
Moore s-a înrolat în Batalionul 8, Regimentul Ducelui de Wellington (8 DWR) la începutul celui de-al Doilea Război Mondial, staționat în Cornwall. A fost selectat pentru formarea ca ofițer în 1940 și a studiat la Unitatea de Formare a Cadeților Ofițeri înainte de a fi încadrat ca sublocotenent pe 28 iunie 1941.
Moore a devenit membru al Royal Armoured Corps pe 22 octombrie 1941, când batalionul său, 8 DWR, a devenit unitate blindată, desemnat ca Regimentul 145 Royal Armoured Corps. După aceea, a fost transferat la al 9-lea Batalion (9 DWR) în India, care a fost redesemnat ca Regimentul 146 Royal Armoured Corps. A fost inițial postat la Mumbai și, ulterior, la Calcutta. Regimentul său a fost echipat cu tancuri M3 Lee și a participat la Bătălia de la Insula Ramree. A fost promovat la gradul de locotenent pe 1 octombrie 1942 și temporar drept căpitan pe 11 octombrie 1944.
El a servit în Arakan în vestul Birmaniei și după aceea în Sumatra după capitularea Japoniei, timp în care a ajuns la gradul de căpitan. La întoarcerea sa în Marea Britanie, a lucrat ca instructor la Școala de Vehicule Blindate de Luptă din Bovington, Dorset.

### Decorațiuni
Pentru serviciul său din timpul războiului, Moore a fost distins cu cinci medalii:
- Knight Bachelor
- Burma Star
- 1939-45 Star
- War Medal 1939-1945
- Defence Medal 1939-45

## Viața de după armată
După ce a părăsit armata, a lucrat ca director general la o companie producătoare de beton.
Timp de 64 de ani a organizat reuniunea anuală a DWR.
Moore a condus competitiv motociclete, purtând numărul 23. El a mers cu o motocicletă Scott, câștigând mai multe trofee.

## Plimbarea pentru aniversarea a 100 de ani
Pe 6 aprilie 2020, cu mai puțin de o lună înainte de ziua de naștere, Moore a început o campanie de strângere de fonduri pentru NHS Charities Together, un grup de organizații caritabile care sprijină personalul și voluntarii care îngrijesc pacienții COVID-19 din sistemul de sănătate publică britanic în timpul pandemiei de COVID-19. Scopul a fost completarea a o sută de ture de 25 de metri în grădina sa, câte zece ture pe zi, cu ajutorul unui cadru de mers, un efort numit „Mersul celei de-a 100-a Aniversări a lui Tom pentru NHS” (în engleză Tom's 100th Birthday Walk For The NHS).
Obiectivul inițial de 1.000 de lire sterline a fost atins vineri, 10 aprilie, așadar ținta a fost majorată, întâi la 5.000 de lire sterline, iar în cele din urmă la 500.000 de lire după ce mai multe persoane din întreaga lume s-au implicat. Strângerea de fonduri a crescut exponențial atunci când presa britanică a mediatizat efortul. Moore, care și-a deschis cont pe Twitter în aceeași lună, a folosit rețeaua de socializare pentru a-și exprima bucuria pentru acumularea unei astfel de sume de bani pentru NHS.
Pagina JustGiving dedicată acestui efort raportează că, la ora 12:30 pe 21 aprilie 2020 (UTC), el strânsese peste 27,6 milioane de lire, fiind cea mai mare sumă strânsă de o campanie JustGiving, recordul precedent fiind de 5,2 milioane de lire strânse de Stephen Sutton. Peste 1,3 milioane de persoane au donat.
Fondurile strânse de către Moore sunt cheltuite pe lucruri precum pachete de bunăstare pentru personalul NHS, camere de odihnă și recuperare, dispozitive care să permită pacienților din spitale să păstreze contactul cu membrii familiei și grupuri comunitare care sprijină pacienții după externarea din spitale.
Ținta inițială de o sută de ture a fost atinsă în dimineața zilei de 16 aprilie, moment privit de la o distanță de siguranță de o gardă de onoare din cadrul Batalionului 1 din Regimentul Yorkshire, care a absorbit DWR în anul 2006. Moore a spus că nu se va opri și că își propune să facă o a doua sută.
Pentru a marca tura cu numărul 100 a lui Moore, cântărețul Michael Ball a înregistrat o versiune a „You'll Never Walk Alone” împreună cu Voices of Care Choir din NHS și a inclus cuvinte rostite de Moore. Înregistrarea a fost lansată ca single digital de Decca Records.

### Recunoaștere
Moore a acordat peste 50 de interviuri în presă.
Până pe 20 aprilie, peste 800.000 de persoane au semnat o petiție cerând ca Moore să fie făcut cavaler. Pe 19 mai a fost anunțat că va urma să fie făcut cavaler (Knight Bachelor) în urma unei nominalizări speciale a primului ministru. Aceasta face parte din Onorurile Speciale 2020 și a fost conferită pe 20 mai de către Regina Elisabeta a II-a. Învestitura a avut loc la Castelul Windsor, în curtea interioară, pe 17 iulie. Moore a fost singura persoană onorată la ceremonie și a fost prima implicare oficială a Reginei în persoană de la începutul carantinei COVID-19. Regina a folosit sabia care a aparținut tatălui ei, George al VI-lea. 
Consiliul Orașului Keighley a declarat că îi vor acorda lui Moore Libertatea Orașului Keighley. Moore a fost, de asemenea, invitat de onoare prin legătură video și a deschis Spitalul NHS Nightingale Yorkshire and the Humber, în Harrogate, pe 21 aprilie.
Mai mulți artiști au pictat portrete ale lui Moore, iar unii au spus că i le vor face cadou.

## Viață personală
Moore s-a căsătorit cu Pamela în 1968 și împreună au avut două fiice, Lucy și Hannah. Pamela a murit în circa 2006. Din 2008 și până la decesul său în 2021, Moore a locuit cu Hannah, soțul ei și doi nepoți în Marston Moretaine, Bedfordshire . El are, de asemenea, alți doi nepoți. În ultimii ani de viață, a primit tratament în NHS pentru cancer de piele și, în 2018, o fractură de șold. Moore a decedat pe 2 februarie 2021, în urma COVID-19, infecție care a avut loc în timpul pandemiei de coronaviroză.